# Juergensen
Juergensen is een historisch motorfietsmerk.
Het werd geproduceerd door de Juergensen Motor Company in Kopenhagen van 1904 tot 1911 of 1913. 
Dit was een van de eerste Deense motormerken. Juergensen bouwde Britse Humber-slopers in licentie. Deze Humber-motoren kwamen weer voort uit de P&M-blokken, die Humber op zijn beurt in licentie produceerde. 